# Parasecodella bouceki
Parasecodella bouceki is een vliesvleugelig insect uit de familie Eulophidae. De wetenschappelijke naam is voor het eerst geldig gepubliceerd in 1992 door Narendran & Surekha.